# Coelogyne stenobulbum
Coelogyne stenobulbum är en orkidéart som beskrevs av Rudolf Schlechter.
Coelogyne stenobulbum ingår i släktet Coelogyne och familjen orkidéer. Artens utbredningsområde är Sumatra. Inga underarter finns listade i Catalogue of Life.